# Stanley Cup 1980
La finale della Stanley Cup 1980 si disputò al meglio delle sette gare e determinò il vincitore della National Hockey League 1979-1980.
Al termine dei playoff si qualificarono per la serie finale New York Islanders e Philadelphia Flyers.
I Flyers nella serie finale di Stanley Cup usufruirono del fattore campo in virtù del maggior numero di punti ottenuti nella stagione regolare, 116 punti contro i 91 degli Islanders. La serie iniziò il 13 maggio e finì il 24 maggio con la conquista della Stanley Cup da parte degli Islanders per 4 a 2.
Per l'ultima volta nella storia della NHL giunsero all'atto finale della Stanley Cup due formazioni provenienti dalla stessa divisione, in questo caso la Patrick Division. Questa fu la seconda finale dopo quella del 1975 ad essere stata disputata da due formazioni nate dopo l'epoca delle Original Six e gli Islanders vincendo il titolo divennero la seconda formazione nata dopo il 1967 capace di conquistare la Stanley Cup succedendo proprio a Philadelphia. L'allenatore di New York Al Arbour diventò il quarto uomo capace di vincere la coppa con quattro franchigie diverse dopo averle già vinte da giocatore con Detroit, Chicago e Toronto. Ken Morrow divenne invece il primo atleta capace di vincere nella stessa stagione la Stanley Cup e l'oro olimpico.
Al termine della serie l'attaccante canadese Bryan Trottier fu premiato con il Conn Smythe Trophy, trofeo assegnato al miglior giocatore dei playoff.

## Contendenti

### New York Islanders
I New York Islanders conclusero la stagione regolare al secondo posto nella Patrick Division con 91 punti qualificandosi al quinto posto della lega. Al primo turno superarono per 3-1 i Los Angeles Kings, mentre al secondo turno sconfissero i Boston Bruins per 4-1. Nelle semifinali affrontarono i Buffalo Sabres e li superarono per 4-2.

### Philadelphia Flyers
I Philadelphia Flyers conclusero la stagione regolare in prima posizione nella Patrick Division con 116 punti che valsero loro il primo posto nella lega. Al primo turno sconfissero gli Edmonton Oilers per 3-0, mentre al secondo turno superarono per 4-1 i New York Rangers. Nelle semifinali sconfissero infine per 4-1 i Minnesota North Stars.

## Serie

### Gara 1
| Filadelfia 13 maggio 1980                                                                                                  | New York Islanders | 4 – 3 (d.t.s.) (1-1; 1-1; 1-1) referto     | Philadelphia Flyers | The Spectrum (17.077 spett.) |
| \| \| \| \| \| Bossy 12:02 Potvin 22:20, 64:07 Persson 56:18 \| Marcatori \| 10:31 Bridgman 37:08 Clarke 53:10 MacLeish \| |                    |                                            |                     |                              |
| |                    |                                            |                     |                              |
| Bossy 12:02 Potvin 22:20, 64:07 Persson 56:18                                                                              | Marcatori          | 10:31 Bridgman 37:08 Clarke 53:10 MacLeish |                     |                              |

### Gara 2
| Filadelfia 15 maggio 1980 | New York Islanders | 3 – 8 (1-3; 1-3; 1-2) referto                                                                | Philadelphia Flyers | The Spectrum (17.077 spett.) |
| \| \| \| \| \| Goring 03:23, 55:00 Trottier 23:28 \| Marcatori \| 07:22, 24:13, 44:19 Holmgren 08:37 Kelly 17:23 Clarke 21:06 Barber 35:47 Propp 41:40 Gorence \| |                    |                                                                                              |                     |                              |
| |                    |                                                                                              |                     |                              |
| Goring 03:23, 55:00 Trottier 23:28 | Marcatori          | 07:22, 24:13, 44:19 Holmgren 08:37 Kelly 17:23 Clarke 21:06 Barber 35:47 Propp 41:40 Gorence |                     |                              |

### Gara 3
| Uniondale 17 maggio 1980 | Philadelphia Flyers | 2 – 6 (0-4; 0-2; 2-0) referto                                              | New York Islanders | Nassau Coliseum (14.995 spett.) |
| \| \| \| \| \| Clarke 49:48 Busniuk 51:32 \| Marcatori \| 02:38 Henning 07:43, 37:25 Potvin 13:04 Trottier 14:29 Bossy 35:41 Gillies \| |                     |                                                                            |                    |                                 |
| |                     |                                                                            |                    |                                 |
| Clarke 49:48 Busniuk 51:32 | Marcatori           | 02:38 Henning 07:43, 37:25 Potvin 13:04 Trottier 14:29 Bossy 35:41 Gillies |                    |                                 |

### Gara 4
| Uniondale 19 maggio 1980 | Philadelphia Flyers | 2 – 5 (0-2; 1-0; 1-3) referto                                       | New York Islanders | Nassau Coliseum (14.995 spett.) |
| \| \| \| \| \| Paddock 21:35 Linseman 51:53 \| Marcatori \| 07:23 Bossy 13:06 Goring 46:06 Trottier 52:35 Nystrom 54:08 Gillies \| |                     |                                                                     |                    |                                 |
| |                     |                                                                     |                    |                                 |
| Paddock 21:35 Linseman 51:53 | Marcatori           | 07:23 Bossy 13:06 Goring 46:06 Trottier 52:35 Nystrom 54:08 Gillies |                    |                                 |

### Gara 5
| Filadelfia 22 maggio 1980 | New York Islanders | 3 – 6 (1-0; 1-3; 1-3) referto                                               | Philadelphia Flyers | The Spectrum (17.077 spett.) |
| \| \| \| \| \| Persson 10:58, 54:57 Trottier 36:36 \| Marcatori \| 21:35 Clarke 25:55, 49:43 MacLeish 37:04 Busniuk 52:33 Propp 57:26 Holmgren \| |                    |                                                                             |                     |                              |
| |                    |                                                                             |                     |                              |
| Persson 10:58, 54:57 Trottier 36:36 | Marcatori          | 21:35 Clarke 25:55, 49:43 MacLeish 37:04 Busniuk 52:33 Propp 57:26 Holmgren |                     |                              |

### Gara 6
| Uniondale 24 maggio 1980 | Philadelphia Flyers | 4 – 5 (d.t.s.) (2-2; 0-2; 2-0) referto                     | New York Islanders | Nassau Coliseum (14.995 spett.) |
| \| \| \| \| \| Leach 07:21 Propp 18:58 Dailey 41:47 Paddock 46:02 \| Marcatori \| 11:56 Potvin 14:08 Sutter 27:34 Bossy 39:46, 67:11 Nystrom \| |                     |                                                            |                    |                                 |
| |                     |                                                            |                    |                                 |
| Leach 07:21 Propp 18:58 Dailey 41:47 Paddock 46:02                                                                                              | Marcatori           | 11:56 Potvin 14:08 Sutter 27:34 Bossy 39:46, 67:11 Nystrom |                    |                                 |

## Roster dei vincitori
| Portieri: Chico Resch, Billy Smith Difensori: Jean Potvin, Bob Lorimer, Denis Potvin (C), Ken Morrow, Stefan Persson, Gord Lane, Dave Langevin Attaccanti: Garry Howatt, Clark Gillies, Lorne Henning, Wayne Merrick, Duane Sutter, Bob Bourne, Steve Tambellini, Alex McKendry, Bryan Trottier, Butch Goring, Mike Bossy, Bob Nystrom, John Tonelli, Anders Kallur Staff tecnico: Al Arbour (Allenatore), Bill MacMillan (Ass. allenatore) |